# خط عرض 5° جنوب
خط عرض 5° جنوب هي إحدى دوائر العرض الجغرافية، وهي دوائر وهمية تحيط بالكرة الأرضية، وموازية لخط الاستواء، وتتميز هذه الدائرة بأن الأراضي الواقعة عليها تنتمي للمنطقة المدارية الحارة.

## حول العالم
خط عرض 5° جنوب يبدأ من خط الزوال الأولي ويتجه شرقا ويمر عبر:
| الإحداثيات                         | البلد أو الإقليم أو البحر   | ملاحظات |
| ---------------------------------- | --------------------------- | --- |
| 5°0′S 0°0′E / 5.000°S 0.000°E      | المحيط الأطلسي              | |
| 5°0′S 11°59′E / 5.000°S 11.983°E   | جمهورية الكونغو             | لحوالي 7 km |
| 5°0′S 12°2′E / 5.000°S 12.033°E    | أنغولا                      | مقاطعة كابيندا أرض مطوقة ومعزولة |
| 5°0′S 12°38′E / 5.000°S 12.633°E   | جمهورية الكونغو الديمقراطية | |
| 5°0′S 29°7′E / 5.000°S 29.117°E    | بحيرة تنجانيقا              | |
| 5°0′S 29°46′E / 5.000°S 29.767°E   | تنزانيا                     | |
| 5°0′S 39°8′E / 5.000°S 39.133°E    | المحيط الهندي               | Pemba Channel |
| 5°0′S 39°40′E / 5.000°S 39.667°E   | تنزانيا                     | جزيرة جزيرة بمبا |
| 5°0′S 39°52′E / 5.000°S 39.867°E   | المحيط الهندي               | مرورا عبر the Amirante Islands, سيشل · مرورا بجنوب ماهيه island, سيشل · مرورا بشمال Peros Banhos atoll, إقليم المحيط الهندي البريطاني |
| 5°0′S 103°45′E / 5.000°S 103.750°E | إندونيسيا                   | جزيرة سومطرة |
| 5°0′S 105°52′E / 5.000°S 105.867°E | بحر جاوة                    | Passing close by several small جزر إندونيسيا |
| 5°0′S 119°28′E / 5.000°S 119.467°E | إندونيسيا                   | جزيرة سولاوسي |
| 5°0′S 120°18′E / 5.000°S 120.300°E | بحر باندا                   | Gulf of Boni - مرورا بشمال the جزيرة كاباينا (جزيرة), إندونيسيا |
| 5°0′S 122°23′E / 5.000°S 122.383°E | إندونيسيا                   | جزر Muna وبوتون (جزيرة) |
| 5°0′S 122°57′E / 5.000°S 122.950°E | بحر باندا                   | Passing close by several small جزر إندونيسيا |
| 5°0′S 137°15′E / 5.000°S 137.250°E | إندونيسيا                   | جزيرة غينيا الجديدة |
| 5°0′S 141°0′E / 5.000°S 141.000°E  | بابوا غينيا الجديدة         | جزيرة غينيا الجديدة |
| 5°0′S 145°47′E / 5.000°S 145.783°E | المحيط الهادئ               | بحر بيسمارك, passing close by several small جزر بابوا غينيا الجديدة |
| 5°0′S 151°15′E / 5.000°S 151.250°E | بابوا غينيا الجديدة         | جزيرة جزيرة نيو بريتين |
| 5°0′S 151°57′E / 5.000°S 151.950°E | المحيط الهادئ               | بحر سليمان · - مرورا بجنوب the جزيرة أيرلندا الجديدة, بابوا غينيا الجديدة · - مرورا بشمال جزيرة بوكا, بابوا غينيا الجديدة · An unnamed part of the ocean · - مرورا بشمال Ontong Java Atoll, جزر سليمان · - مرورا بجنوب Nikumaroro atoll, كيريباتي |
| 5°0′S 81°4′W / 5.000°S 81.067°W    | بيرو                        | إقليم بيورا |
| 5°0′S 79°3′W / 5.000°S 79.050°W    | الإكوادور                   | لحوالي 4 km في the southernmost point of the country |
| 5°0′S 79°0′W / 5.000°S 79.000°W    | بيرو                        | إقليم كاخاماركا إقليم أمازوناس إقليم لوريتو |
| 5°0′S 72°35′W / 5.000°S 72.583°W   | البرازيل                    | الأمازون (ولاية) بارا مارانهاو بياوي سيارا ريو غراندي دو نورتي |
| 5°0′S 36°50′W / 5.000°S 36.833°W   | المحيط الأطلسي              | |